# Vlokreeften
De vlokreeften (Amphipoda) vormen een orde van de Peracarida, een van de superordes van de klasse Malacostraca. 

## Anatomie
Amphipoden of vlokreeften onderscheiden zich van de andere Peracarida, met uitzondering van de Isopoda, door het ontbreken van een carapax of rugschild. Hun lichaam is kenmerkend zijdelings afgeplat — alhoewel er ook cilindrische en dorso-ventraal afgeplatte vormen voorkomen, en kan onderverdeeld worden in drie zones: kop, pereon en pleon (abdomen). Daarenboven hangt er dorsaal aan het eind van het laatste pleonsegment een telson.

De kop, die eigenlijk met het eerste pereonsegment is vergroeid, bezit zes paar aanhangsels: eerste antenne, tweede antenne, mandibel, eerste maxille, tweede maxille en maxillipede. Ondiepwatersoorten hebben meestal een paar ronde of niervormige ogen, die soms dorsaal vergroeid kunnen zijn (Oedicerotidae). Bij diepwatersoorten ontbreken de ogen soms volledig.

Het pereon bestaat uit zeven overlappende segmenten, die elk een paar eentakkige aanhangsels bezitten, de pereopoden. Het eerste koppel hiervan vormen vrijwel altijd twee paar grijppootjes, de gnathopoden.

Het pleon bestaat uit zes segmenten, waarvan de eerste drie het pleosoom vormen, elk met een paar tweetakkige pleopoden, en de laatste drie het urosoom, dat op zijn beurt gewoonlijk drie paar één- of tweetakkige uropoden draagt.

Algemeen bouwplan van een vlokreeftje

## Ecologie
De 9564 beschreven soorten variëren in lengte van minuscule 1 mm lange diertjes tot benthische diepzeereuzen die tot 25 cm lang kunnen worden. Hoewel de meeste soorten vlokreeften goede zwemmers zijn — vooral de mannetjes, zijn het typisch bodemorganismen. 
Ze leven op en in de bodem, tussen wieren en hydroïden of gravend in het zand. Sommige strandsoorten vindt men onder stenen of aangespoeld zeewier (familie Talitridae, waartoe de bekende strandvlo en kwelderspringer behoren), waar ze bescherming zoeken tegen uitdroging. Een aantal soorten dringt door tot in estuaria en enkele daarvan zijn zelfs beperkt tot gebieden met een lage saliniteit of zoetwater. Gespecialiseerde vlokreeften vindt men in grotten en onderaardse meren (stygobionten), terwijl anderen commensaal in kwallen leven (Hyperiidea).

## Economisch belang
Als basisvoedsel voor vele commerciële vissoorten, vormen de vlokreeften samen met zeekomma's een belangrijke schakel in de voedselketen.

## Taxonomie
9564 soorten worden in volgende onderorden onderscheiden :
- Amphilochidea
- Colomastigidea
- Hyperiidea
- Hyperiopsidea
- Senticaudata
- Caprelloidea
- Corophiida
- Gammaridea

79 soorten worden aangetroffen in het Belgische deel van de Noordzee (zie Lijst van vlokreeftjes in het Belgisch deel van de Noordzee).

## Lange naam
Gammaracanthuskytodermogammarus loricatobaicalensis was ooit de langste tweeledige naam. Hij werd voorgesteld door B. Dybowski voor een vlokreeftje uit het Baikalmeer. Deze naam werd later door de ICZN ongeldig verklaard. 